# Urs Schwarzenbach
Urs Ernst Schwarzenbach (* 17. September 1948 in Thalwil; heimatberechtigt ebenda) ist ein Schweizer Financier, Kunstsammler und Besitzer des Zürcher Luxushotels The Dolder Grand.

## Leben
Als Sohn eines Druckereibesitzers wuchs er in einfachen Verhältnissen auf. 1968 begann er für die Schweizerische Bankgesellschaft zu arbeiten und ging vier Jahre darauf nach London. 1976 gründete er sein eigenes Devisenhandelsunternehmen.
Schwarzenbachs Vermögen wird auf 1,5 bis 2 Milliarden Euro geschätzt. Er besitzt alleine in England Immobilien im Wert von 300 Millionen Euro. Zudem besitzt er Immobilien in der Schweiz, in Schottland, Australien und Marokko. Seit 2001 besitzt er die Aktienmehrheit des Zürcher Luxushotels The Dolder Grand. 2007 kaufte er für etwa 90 Millionen Franken ein komplettes englisches Dorf mit 44 Häusern. Kurz zuvor hatte er bereits für 50 Millionen Franken den Landsitz Culham Court erstanden.
Schwarzenbach ist der Sponsor des Springreiters Steve Guerdat und stellt ihm seinen Reitstall Rütihof in Herrliberg zur Verfügung. Zudem besitzt er mit den Black Bears ein eigenes Polo-Team und ist Präsident der St. Moritz Polo AG.
Von 2010 bis 2022 war er Honorarkonsul der Mongolei und war unter anderem für die Repräsentation der Mongolei in der Deutschschweiz zuständig.
Schwarzenbach ist verheiratet mit Francesca Schwarzenbach-Mulhall, einer ehemaligen Miss Australia, geboren in Sydney und hat einen Sohn und eine Tochter. Francesca Schwarzenbach ist die Patin von Lady Louise Windsor, der Tochter von Edward, Duke of Edinburgh. Er lebt in Küsnacht, zuvor in England.

## Steuerhinterziehung
Gegen Schwarzenbach wurde ab September 2012 von Schweizer Finanzbehörden wegen Steuerhinterziehung ermittelt, und es wurden im April 2014 Durchsuchungen durchgeführt. Das Bundesverwaltungsgericht entschied am 1. Februar 2019, Schwarzenbach müsse mehrere Millionen Franken Mehrwertsteuern nachzahlen, zuzüglich Verzugszinsen und Verfahrenskosten. Eine Zwangsversteigerung seiner Kunstsammlung, der grössten in der Geschichte des Schweizer Zolls mit 114 Kunstwerken, wurde Anfang Dezember 2019 gerichtlich gestoppt. Am 2. März 2021 wurde er vom Bezirksgericht Zürich wegen Steuerhinterziehung zu einer Busse von 6 Mio. Franken verurteilt. Er hatte beim Import von 75 Kunstwerken die fälligen Steuern umgangen. In der Berufung vor Bundesgericht unterlag Schwarzenbach in den wesentlichen Punkten und seine Beschwerde wurde abgewiesen. Nun ist er wegen mehrfacher Hinterziehung der Mehrwertsteuer rechtskräftig zu einer Busse von rund 7,1 Millionen Franken verurteilt.